# Microphthalma flavipes
Microphthalma flavipes är en tvåvingeart som beskrevs av Louis-Paul Mesnil 1950. Microphthalma flavipes ingår i släktet Microphthalma och familjen parasitflugor. Inga underarter finns listade i Catalogue of Life.